# Mohamed Nureldin Abdallah
Mohamed Nureldin Abdallah (* ?, Fášir) je súdánský fotoreportér. Od roku 2005 pracuje jako rezidentní fotograf pro Reuters a pracoval také pro Agence France-Presse, Oxford Analytica a další zpravodajská média. Jeho fotografie Súdánu, často zaměřené na dopady války a sociálního vyloučení na obyčejné lidi, byly uvedeny v mnoha mezinárodních zprávách.

## Životopis
Abdallah se narodil v Al-Fashir, hlavním městě Severního Dárfúru v Súdánu, a vystudoval grafický design na College of Fine and Applied Arts na Súdánské univerzitě vědy a technologie. Studoval fotografii u profesora Aliho Muhammada Othmana, bývalého děkana vysoké školy.

## Fotožurnalistika
Abdalláh se připojil k agentuře Reuters v roce 2005, aby dokumentoval nepokoje na dalekém jihu Chartúmu, které vedly k vypálení policejních stanic súdánskými uprchlíky vysídlenými převážně z jižních částí Súdánu. Nepokoje skončily s více než 17 mrtvými a desítkami zraněných. Poté pracoval v Dárfúru, kde fotografoval vojáky z mise Africké unie v Súdánu zapojené do probíhající občanské války v Dárfúru mezi vládní armádou a takzvanými rebely. Tato válka vedla ke genocidě v Dárfúru, která si vyžádala 80 000 až 400 000 životů a vysídlila více než milion lidí, a měla také velký dopad na Abdalláha, protože formovala jeho vášeň vyprávět příběhy prostřednictvím jeho fotografií. Některé z těchto příběhů zahrnují:
- Sklízení arabské gumy v Súdánu – ve fotografiích. Fotopříběh o jednom z nejrozšířenějších súdánských zemědělských produktů v The Guardian[7]
- Zprovoznění súdánských železnic s podrobnostmi o současném zhoršujícím se stavu súdánských železnic, které byly kdysi největší železniční sítí v Africe, a očekávané oživení díky financování z Čínské lidové republiky.[8]
- Mládež dneška v Súdánu, která provází vztah mezi fotografem a mladými lidmi v Chartúmu. Než Abdalláh pořídil portréty mladých lidí, potřeboval s nimi navázat důvěru. Na začátku se ptali: „Kdo jsi? Proč nás chceš fotit?" a často: "Jste z bezpečnostních složek?"[9]
- Nadějné 12leté děti z Dárfúru, pohled v roce 2015 na 12 let války v Dárfúru prostřednictvím portrétů 12 dětí narozených v táboře, které chtějí být leteckými inženýry, lékaři atd. Fotografie byly pořízeny v táborech Dereige, Alsalam a Aradamata a představují optimistický pohled na děti, a to navzdory přetrvávající nestabilitě v regionu.[10]
- Obavy z konvergence Nilu v Súdánu, že nová přehrada oslabí sílu řeky, fotografický příběh o životech cihlářů pracujících na ostrově Tuti a dalších vesnicích na řece Nil a od kterých se očekává, že jako první pocítí environmentální dopady Velké přehrady etiopského znovuzrození.[11][12]

Abdalláhova fotožurnalistika se často zaměřuje na politické nepokoje v Súdánu a sousedních zemích. Jeho fotografická reportáž dokumentuje, jak obyčejní lidé trpí válkami a přírodními katastrofami. Během súdánské revoluce byl jedním z mála fotografů pracujících v terénu, poté, co vojenská vláda vyhnala všechny zahraniční novináře. Jeho více než 20 let práce fotoreportéra pro Reuters, Agence France-Presse, Oxford Analytica, mezi mnoha zpravodajskými kanály, zachytilo národ v přechodu od občanské války k boji za demokracii. Abdalláhovo dílo bylo používáno mnoha významnými mezinárodními zpravodajskými kanály a jeho snímky byly zahrnuty do různých knih, aby ilustrovaly prvky kultury, společnosti, náboženství, politiky, a etnografie v Súdánu.

## Vizuální umění
Abdallah je také známý pro svou kreativní uměleckou fotografii. V roce 1995 získal první mezinárodní cenu za digitální fotografii od Pacifického asijského kulturního centra na 15. setkání UNESCO v Tokiu. Jeho umělecká tvorba Dialog navíc získala v roce 2008 1. místo na 5. ročníku filmového festivalu v Tarifě od Andalusia Photography Center, Španělsko. Tuto sérii černobílých fotografií popsal takto: „Muž své doby, který uvízl v mnoha klecích: v klecích práce, klamu, loupeže, odcizení, uzamčený ve svých myšlenkách a jiných a uzavřený do světa nekonečna." 

## Galerie

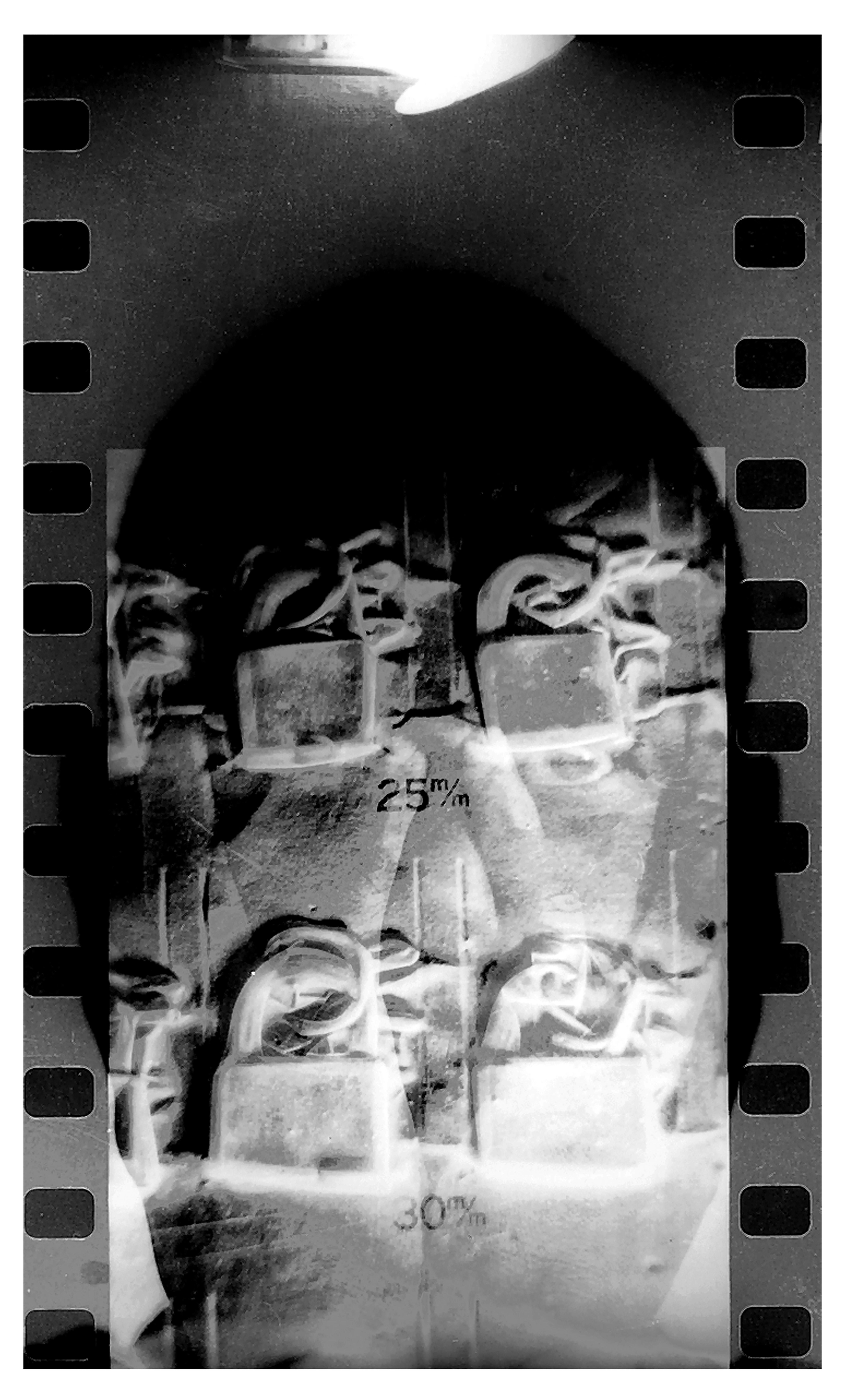
Dialog, 1994
Dialog, 1994
Dialog, 1994
Dialog, 1994
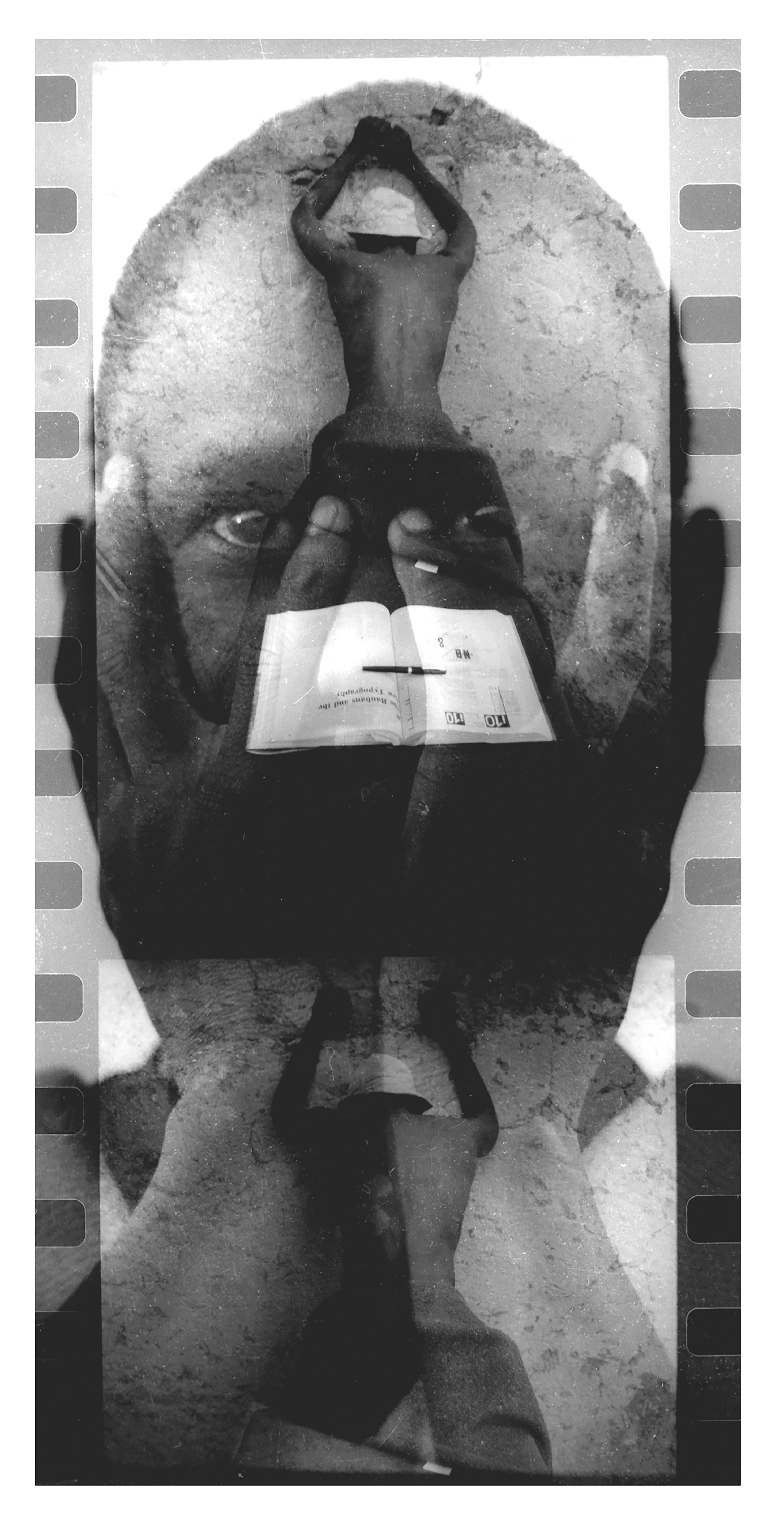
Dialog, 1994
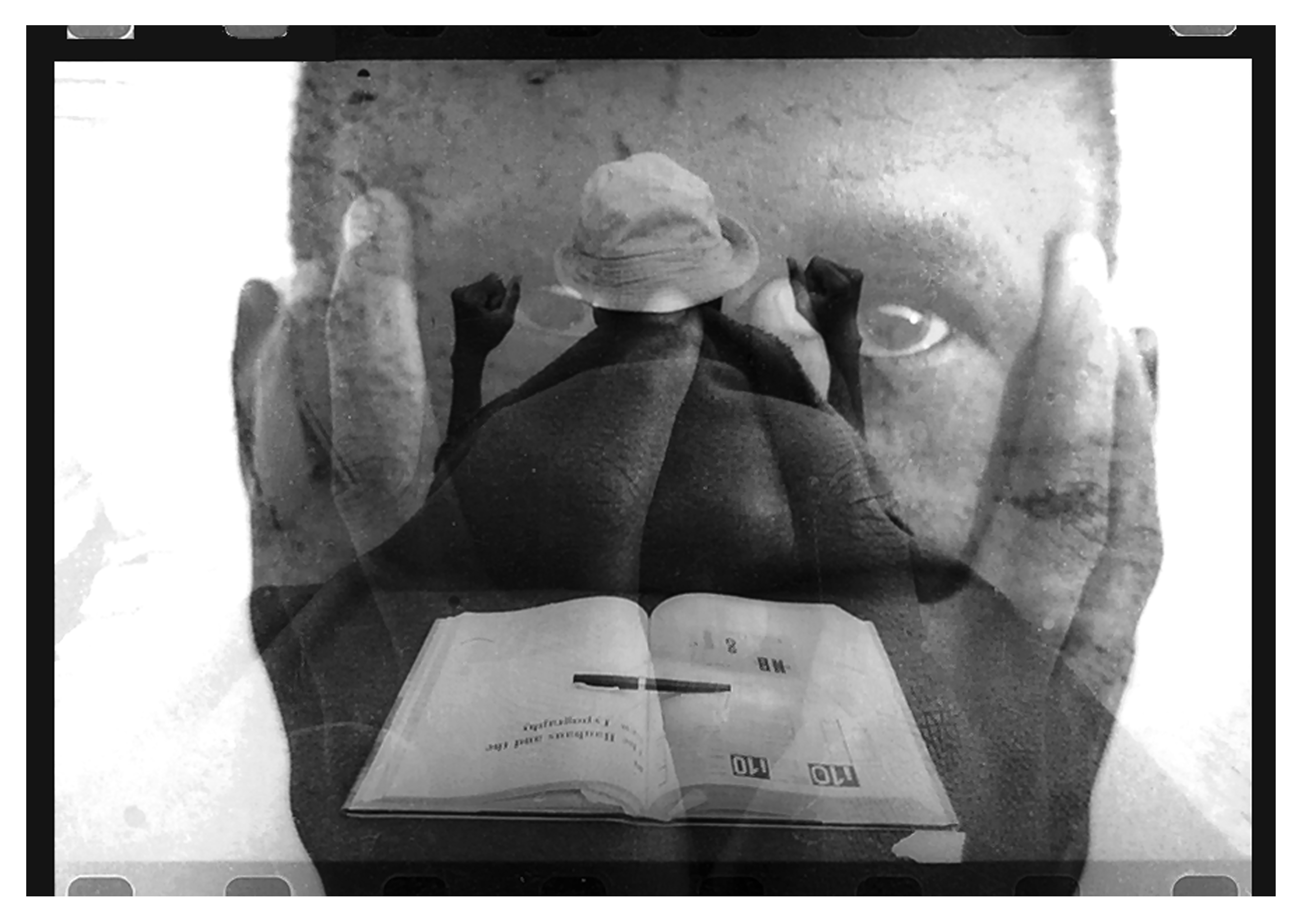
Dialog, 1994